# St. Antonius (Wipperfürth)

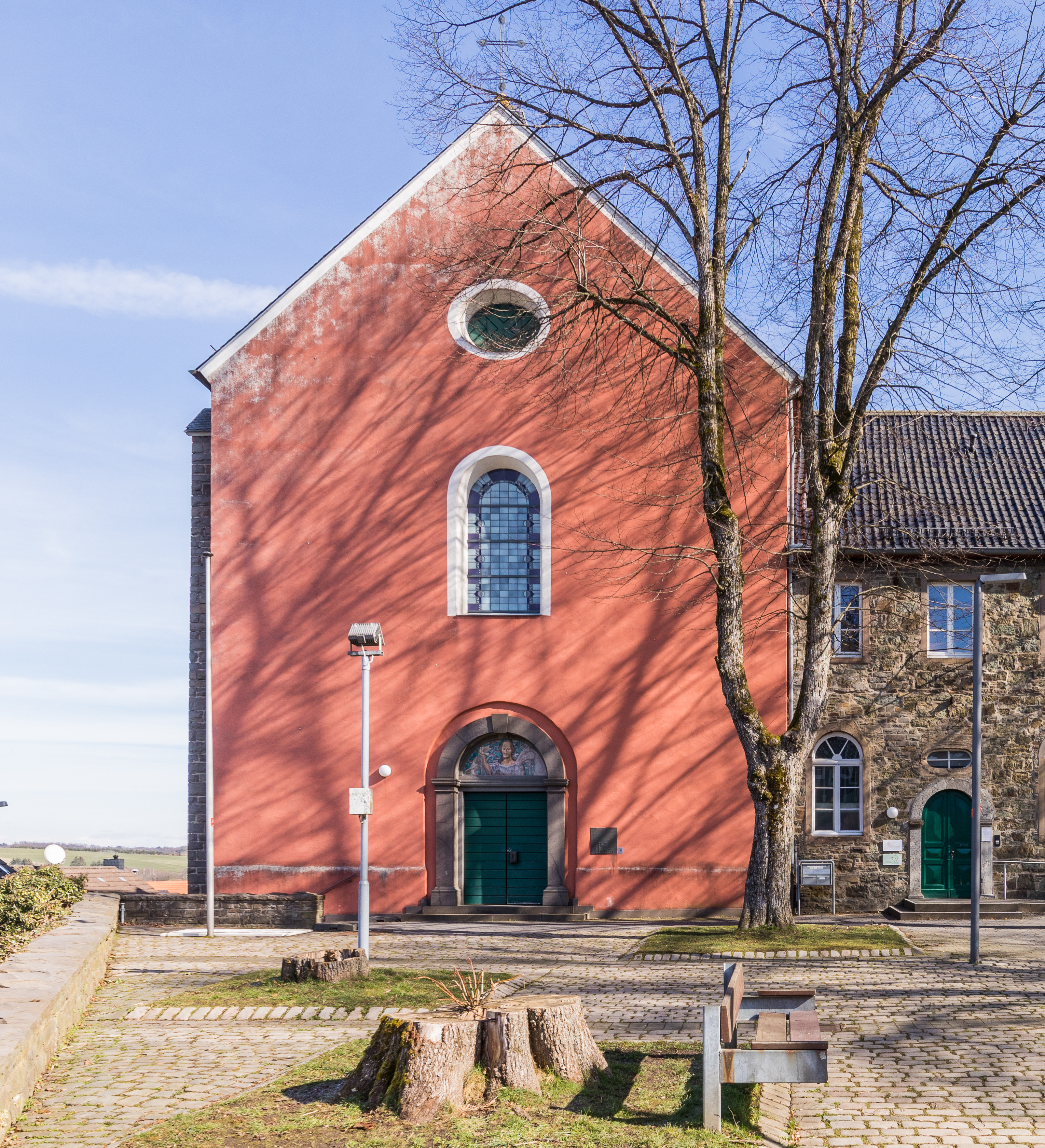
Ehemalige Klosterkirche der Franziskaner St. Antonius

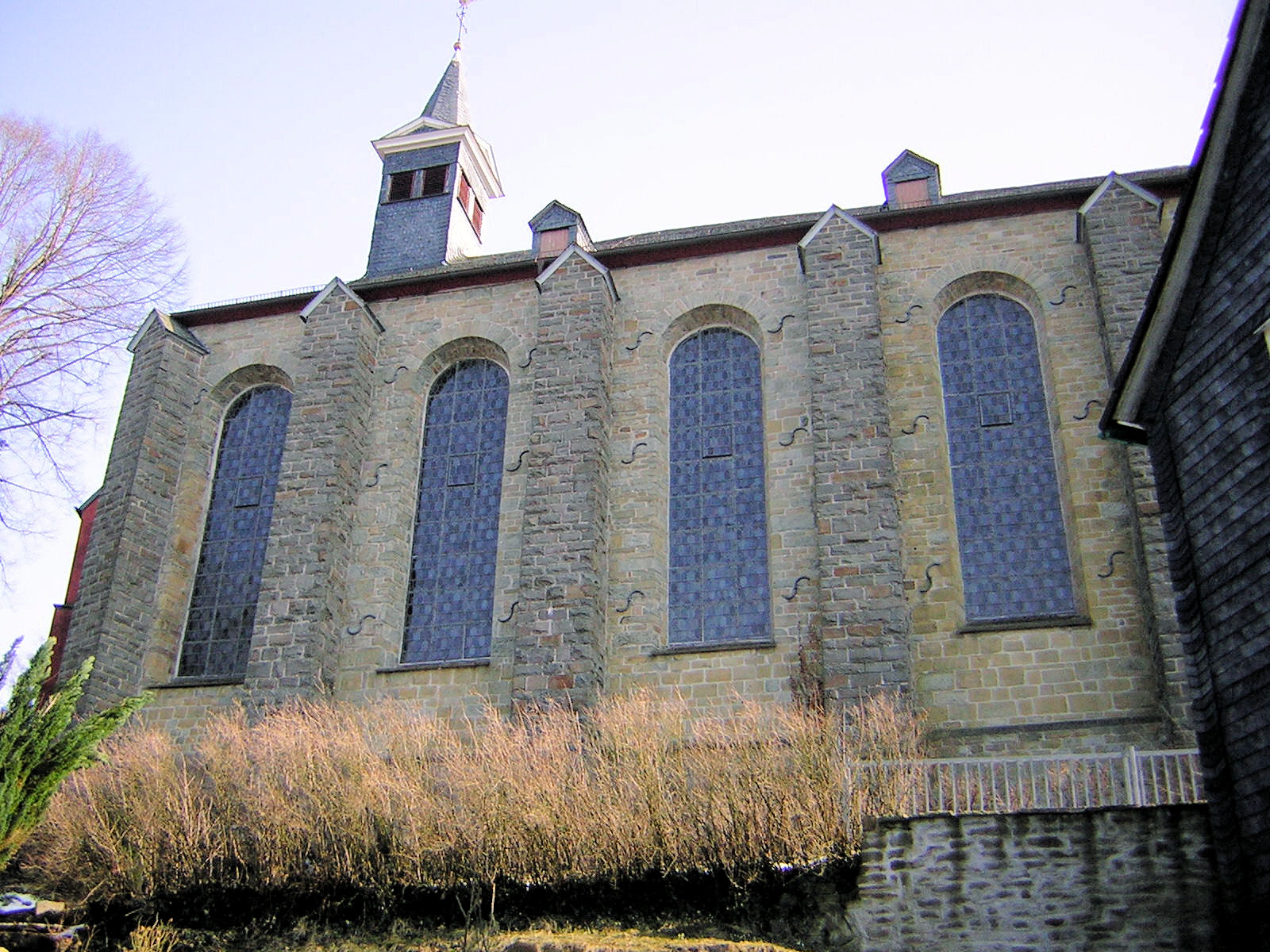
Ansicht von Norden

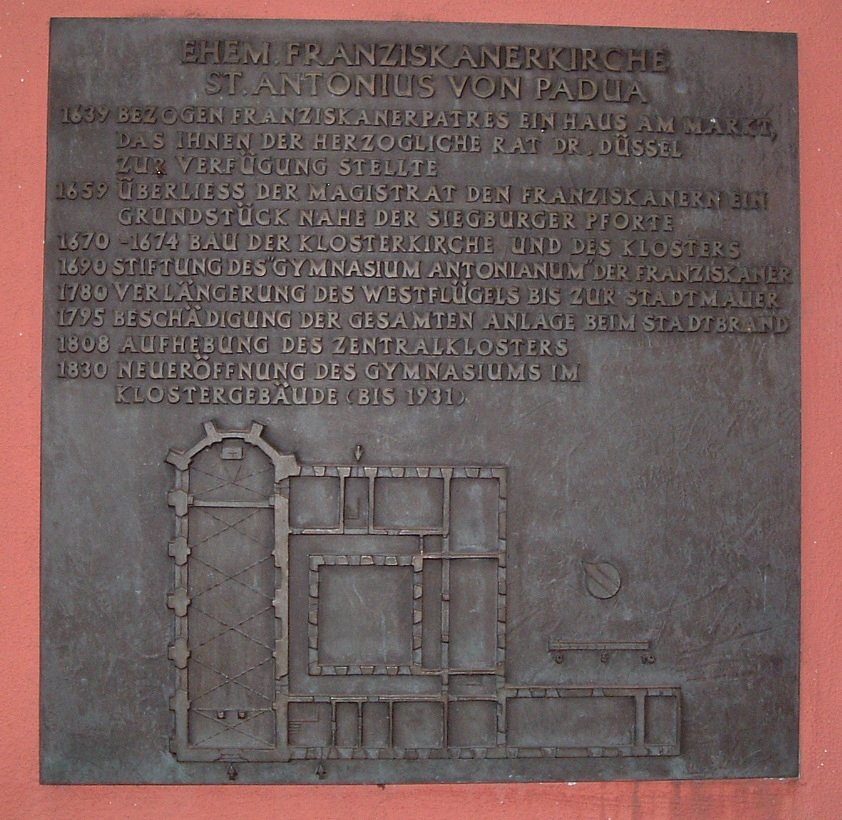
Hinweistafel zur Geschichte der Kirche am Hauptportal

Die St. Antonius auf dem Klosterberg ist eine ehemalige Franziskanerkirche und steht auf der höchsten Erhebung von Wipperfürth auf dem Platz der ehemaligen mittelalterlichen Krakenburg. Sie ist dem Heiligen Antonius von Padua geweiht und war bis 1818 die Klosterkirche eines Franziskanerklosters.

## Geschichte des Bauwerks
Im Jahr 1639 kamen Franziskaner nach Wipperfürth. Nachdem sie zuerst in das „Haus am Markt“ einzogen, das ihnen von dem Herzoglichen Rat Dr. Düssel zur Verfügung gestellt wurde, erhielten sie später vom Magistrat ein Grundstück nahe der Siegburger Pforte und erbauten 1657 ein Kloster. Der Bau der frühbarocken Klosterkirche, die baulich mit dem Klostergebäude verbunden wurde, begann 1670 und wurde 1674 vollendet. Auf dem Gelände des heutigen Parkplatzes lag der Garten mit der Friedhofsanlage. 
Nach der Klosterauflösung im Zuge der Säkularisation 1804 bestand das Kloster bis 1812 als Zentral- oder Aussterbekloster weiter. Im Jahr 1812 wurde das Zentralkloster nach Neviges verlagert. Drei Franziskaner blieben bis 1818 in Wipperfürth wohnen und waren als Lehrer an der Klosterschule tätig. 1818 wechselten sie als Pfarrer und Vikare an die Stadtpfarrkirche St. Nikolaus. Der letzte Franziskaner als Pfarrer dort war bis zu seinem Tod am 1. Mai 1838 Pater Adrian Burgmer. Kirche und Klostergebäude waren an den Preußischen Staat gefallen, der preußische König schenkte sie 1826 der Stadt Wipperfürth.
Die Stadt eröffnete 1830 im ehemaligen Kloster ein so genanntes Progymnasium, aus dem später das Engelbert-von-Berg-Gymnasium Wipperfürth wurde. Bis April 1931 nutzte das Gymnasium das Gebäude und baute es weiter aus.
1967 übereignete die Stadt Wipperfürth in einem Tausch das Kloster und die Kirche der Pfarrei und erhielt dafür Grundstücke, auf der die Berufsschule gebaut wurde.
Die Kirche ist in ihrer Form bis heute erhalten, obwohl es 1795 einen Dachbrand gegeben hatte und sie 1822 wegen Baufälligkeit zunächst geschlossen worden war. Der barocke Hauptaltar stammt aus dem Jahr 1720.
Bei der Renovierung der Klosterkirche von 1953 bis 1954 entdeckten die Bauleute im nördlichen Kreuzgang des alten Klosters einige Gräber aus der Zeit der Krakenburg. 1953 wurde aus statischen Gründen ein Chorfenster zugemauert.

## Ausstattung
Zur kirchlichen Ausstattung gehören u. a. der Hochaltar sowie Kanzel und vier Beichtstühle vom Ende des 17. Jahrhunderts, Skulpturen 17. bis 19. Jahrhundert, eine Monstranz von ca. 1700, zwei Kelche 17. Jh. Zwei Glocken stammen von dem Gießer Georg Claren (* 1782, † 1852) zu Sieglar und datieren in das Jahr 1821. Eine dritte Glocke wurde 1928 angeschafft.